# Kärpla
Kärpla – wieś w Estonii, prowincji Rapla, w gminie Kehtna.